# Telmatoscopus advenus
Telmatoscopus advenus és una espècie d'insecte dípter pertanyent a la família dels psicòdids que es troba a Europa (com ara, la Gran Bretanya, Irlanda i Alemanya -Saxònia-).